# Виноградський заказник
Виноградський заказник — гідрологічний заказник місцевого значення. Об'єкт розташований на території Лисянського району Черкаської області, село Виноград.
Площа — 8,2 га, статус отриманий у 1979 році.